# 諾科米斯 (阿拉巴馬州)
諾科米斯（英語：Nokomis）是一個位於美國阿拉巴馬州艾斯康比亞縣的非建制地區。該地的面積和人口皆未知。

## 地理
諾科米斯的座標為31°00′37″N 87°33′53″W / 31.01027°N 87.56472°W，而該地最高點為海拔高度83米（即272英尺）。